# Hasilpur
Hasilpur é uma cidade do Paquistão localizada na província de Punjab.